# Segunda República Espanhola no exílio
República Espanhola no exílio designa as instituições republicanas no exterior que continuavam representando a legalidade da Constituição de 1931 após a vitória dos golpistas na Guerra Civil Espanhola. Mantiveram a continuidade dessa representação entre 1939 e 1977. A sede do governo no exílio localizou-se primeiro na Cidade do México, mudando em 8 de fevereiro de 1946 para Paris, França.

## Reconstrução das instituições no exílio e principais atividades
A “Deputação Permanente das Cortes”, depois da sua última reunião em Paris a  27 de julho de 1939, foi reconstituída no México em junho de 1945, convocando uma reunião das Cortes.
As Cortes exiladas reuniram-se a 17 de agosto de 1945 na Sala de Cabidos do Soco na Cidade do México. Procedeu-se à promessa de Diego Martínez Barrio como Presidente interno e, nas suas reuniões de 7 a 9 de novembro de 1945 na Cidade do México, a dar o seu voto de confiança ao novo governo de José Giral. A partir de 1962, o cargo de presidente das Cortes coincidirá na pessoa dos sucessivos presidentes da República, para evitar que Dolores Ibárruri, eleita Vice-presidenta das Cortes durante a Guerra Civil, pudesse presidi-las.
Durante todo o período seguiram-se sucedendo formalmente presidentes da República e nomeando presidentes do governo.
Também mantiveram a sua continuidade no exílio os governos autonômicos basco e catalão.

## Reconhecimento internacional
México foi o primeiro estado a reconhecer o governo da República em agosto de 1945. Tal decisão foi mantida até 1977, quando as relações diplomáticas com Espanha foram restabelecidas. Similar colaboração foi brindada aos exilados espanhóis desde a sua acolhida pelo governo de Lázaro Cárdenas. Outro estado que reconheceu até 1977 a II República foi a Jugoslávia.
Por iniciativa da delegação do México na Conferência de São Francisco das Nações Unidas uma moção de repúdio ao governo de Franco foi apoiada e reconhecido o governo no exílio em representação da Espanha. A medida foi apoiada pelas potências vencedoras da Segunda Guerra Mundial na Conferência de Potsdam. A Assembleia Geral das Nações Unidas confirmou essa moção em fevereiro de 1946 e votou em dezembro do mesmo ano excluir o ingresso do Estado Espanhol ("nacional") ao organismo internacional. Em 1950 o governo de Franco conseguiu revogar a proibição de estabelecer delegações diplomáticas para posteriormente ingressar na ONU como país membro (14 de dezembro de 1955). Naquele então, os apoios internacionais do bando vencedor fortaleceram-se até quebrar o isolamento internacional do pós-guerra. Empezando, notavelmente, pelo apoio do Vaticano (Concordata de 27 de agosto de 1953) e os pactos com os Estados Unidos (mesmo ano, 26 de setembro).

## Os apoios do governo republicano
Após o final da guerra civil, precipitado pela divisão interna do bando republicano (que chegou até os confrontos armados), os receios entre os partidos da Frente Popular -e das facções dentro de cada um- complicaram-se ainda mais pela mudança da situação internacional. Hitler, em poucos dias de terminar a guerra na Espanha (1 de abril de 1939), provocou a crise de Danzig (28 de abril de 1939) que levaria ao pacto Germano-Soviético. Isto colocava o PCE numa posição de difícil explicação dentro do campo republicano, e com ele o próprio governo Negrín, cujo principal referente internacional era a URSS. O começo imediato da Segunda Guerra Mundial (1 de setembro de 1939), e a posterior invasão da URSS pela Alemanha (22 de junho de 1941), voltaram a pôr em situação de colaborar, até mesmo na luta, todos os republicanos, que viam a vitória aliada como a sua própria.
O governo Negrín (apesar de ser este socialista) estava sustentado na prática tão somente pelo PCE e a União Nacional, que controlava as forças guerrilheiras que agiam na França quase como um exército republicano espanhol reconstituído. Os receios que suscitava provocaram que fosse ponteado pela Junta Española de Liberación (JEL), instituição criada com vocação de alternativa ao governo por uma reunião no México (novembro de 1943) presidida por Diego Martínez Barrio (depois substituído por Félix Gordón Ordás) e com a presença significativa de Indalecio Prieto na secretaria geral. Além do PSOE, acudiram alguns partidos republicanos e catalanistas (entre eles ERC); evitou convocar  comunistas e anarquistas, e o PNV recusou assistir.
Toulouse, recém liberto, passou a ser a capital informal do exílio, e nele tentou-se intensificar a atividades da JEL à margem do governo republicano com as novas siglas ANFD (Aliança Nacional de Forças Democráticas, setembro de 1944) onde aos partidos anteriores acrescentam-se Izquierda Republicana, Partido Republicano Federal, Movimento libertário e os sindicatos CNT e UGT. Em outubro o pacto da ANFD foi assinado, no qual se aludia à livre decisão das formas políticas, em clara referência a uma solução não necessariamente republicana que permitisse uma aproximação aos monárquicos e às potências ocidentais. Também foi criada uma Agrupação Militar da República Espanhola afim; tudo isso simultaneamente à nada efetiva invasão do Vale de Arán pelos guerrilheiros vinculados à União Nacional e à reativação do maquis no interior nos anos 1945 e 1946 (interior é o termo com que se referiam os exilados e os opositores em geral ao que ocorrera na Espanha).
O governo Giral, já em Paris, reuniu um conjunto maior de forças, do PCE com Santiago Carrillo até Castelao (galeguista) e Rafael Sánchez-Guerra (republicano conservador). Porém, a unidade republicana não existia: uma importante corrente socialista, a de Indalecio Prieto, buscava contatos com os monárquicos (José María Gil-Robles) empurrado pelos aliados ocidentais. O mesmo fazia um grupo da CNT. A forma de estado poderia ser decidida num referendo não necessariamente próximo. O PCE e os outros anarquistas buscavam forçar a situação no interior, considerando possível a queda de Franco. A maior parte dos republicanos definiam-se por uma política de atentismo (galicismo que significaria inclinação a aguardar), aguardar a queda de Franco, que se via inevitável após as de Mussolini e Hitler.
O Governo Llopis (fevereiro 1947) não prescindiu do PCE, como queria Prieto, e era todo o plural que se podia, estando representadas organizações de todo o arco parlamentar, do PNV à CNT. Uma das suas decisões foi encomendar a Trifón Gómez o começo contatos com Juan de Bourbon, que não tiveram sucesso. O PSOE abandoou o governo em julho, para tentar desligar-se dos comunistas (que estão saindo dos governos da Europa Ocidental, em plena Guerra Fria).
Os dois governos sucessivos de Álvaro de Albornoz (agosto 1947-1951) quase nao contam com ministros republicanos, e carecem de apoios. A partir destes momentos as instituições republicanas, embora persistem, deixam de ter peso: nem contarão nas relações internacionais nem serão levadas em conta pelos grupos principais da oposição ao franquismo (à parte de círculos de exilados, figuras intelectuais e escassas ligações com o interior).

## Movimentos da oposição republicana
A entrevista Prieto - Gil-Robles, patrocinada por Inglaterra em outubro de 1947, não conseguiu uma aproximação clara, e causou problemas aos monárquicos próximos do franquismo. Contraditoriamente, Dom Juan reuniu-se com Franco no mítico iate Azor (para lhe confiar a educação do seu filho Juan Carlos de Bourbon); ao mesmo tempo em que permite a assinatura do Pacto de San Juan de Luz entre o PSOE e a Confederação de Forças Monárquicas (ambas as coisas em agosto de 1948, com cinco dias de diferença). Ao mesmo tempo em que o pacto era feito público, o PCE decidia (outubro de 1948) acabar as atividades do maquis, reconhecendo a incapacidade de acabar com o regime violentamente e optando por outra política mais eficaz, embora também não resolutiva, que chamar-se-ia de "reconciliação nacional", incluindo a infiltração nos sindicatos verticais (inspiradas por Stalin e aplicadas por Santiago Carrillo). O pacto de Saint-Jean-de-Luz, ratificado pelo congresso do PSOE (Toulouse, 1951), nunca se substanciará.
A saída do franquismo teve de aguardar  longos anos até a Transição e as eleições de 1977, nas quais apenas dois temas, a República e a unidade da Espanha, estavam vetados (pela Lei da Reforma Política de Adolfo Suárez) para os partidos que quisessem apresentar-se. O mesmo PCE foi legalizado e, numa famosa entrevista coletiva, Santiago Carrillo prescindia da bandeira republicana para aceitar a bandeira vermelha e dourada.

## Dissolução da República Espanhola no exílio
Depois das eleições de 15 de junho de 1977, o Presidente da República José Maldonado e Fernando Valera, Presidente do Conselho de Ministros, emitiram a Declaração da Presidência e do Governo da República Espanhola no exílio a 21 de junho de 1977, em Paris. Em este texto, reafirmavam a legalidade institucional emanada da Constituição de 1931 e dos processos eleitorais de 1931, 1933 e 1936, mantida durante o exílio, na espera do livre exercício dos direitos cívicos. Elogiavam que as urnas marcassem um novo processo que criava uma nova legitimidade democrática, ao mesmo tempo que assinalavam a não participação dos partidos republicanos e a não correspondência equitativa entre o número de votos e cadeiras assinadas. Acabam declarando: 
As Instituições da República no exílio põem assim término à missão histórica que se tinham imposto. E os que as mantiveram até hoje, sentem-se satisfeitos porque têm a convicção de ter cumprido com o seu dever
.